# Тель-Авивский университет
Тель-Ави́вский университе́т (ивр. אוניברסיטת תל אביב‎) — один из крупнейших университетов Израиля, расположенный в районе Рамат-Авив города Тель-Авива. Университет основан в 1956 году и насчитывает девять факультетов. В нём учатся более 25 000 студентов.

## История

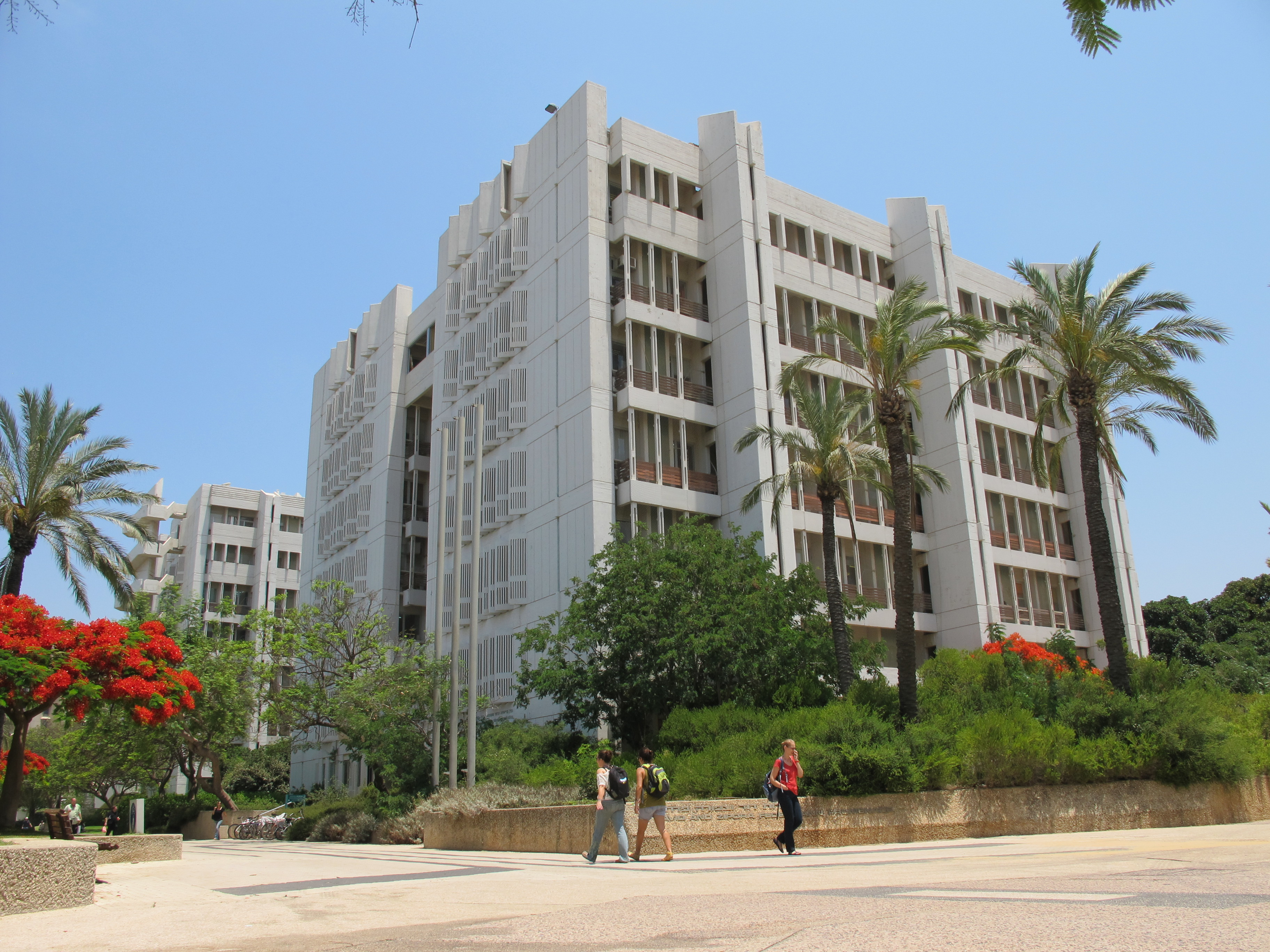
Здание наук о жизни

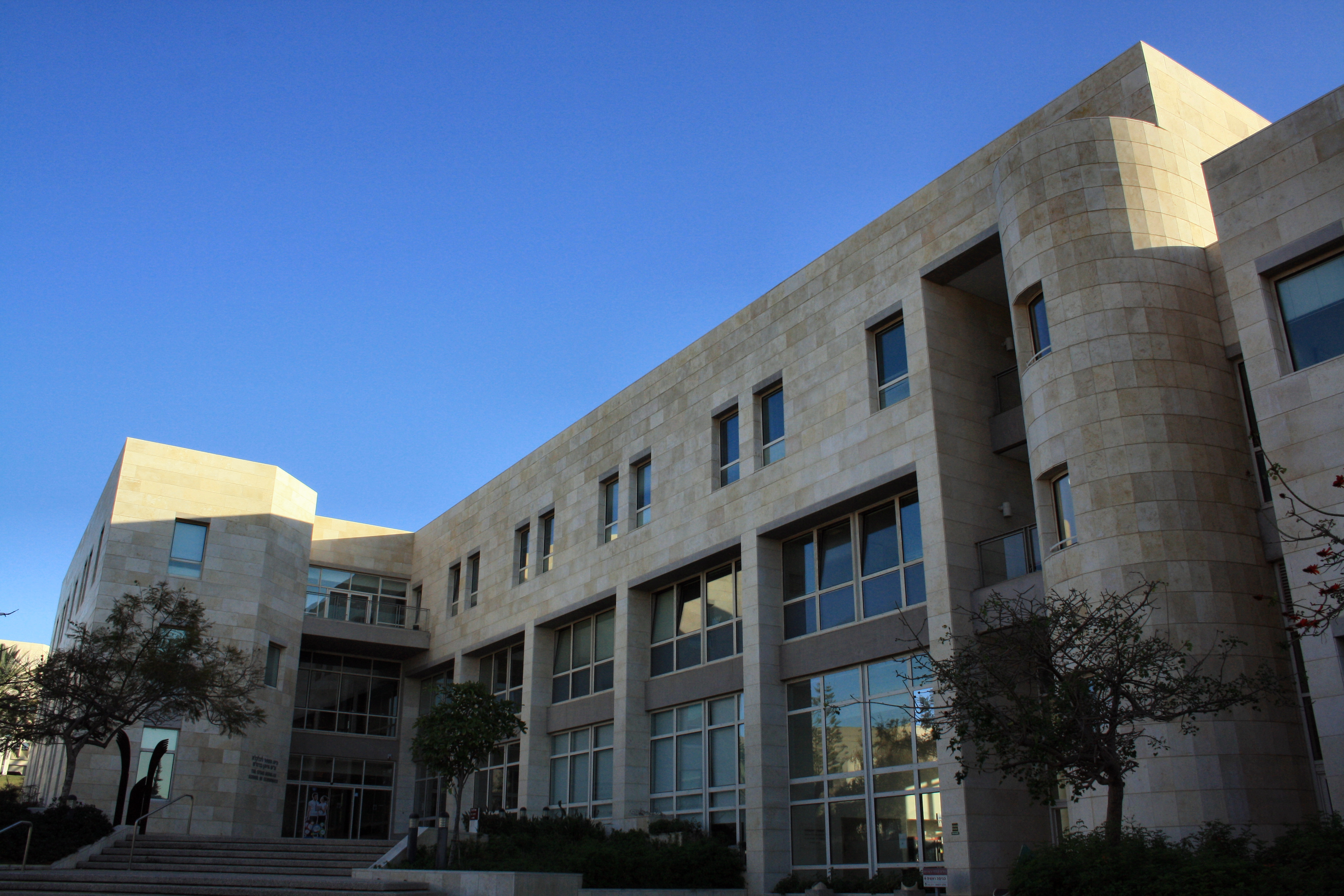
Школа экономики

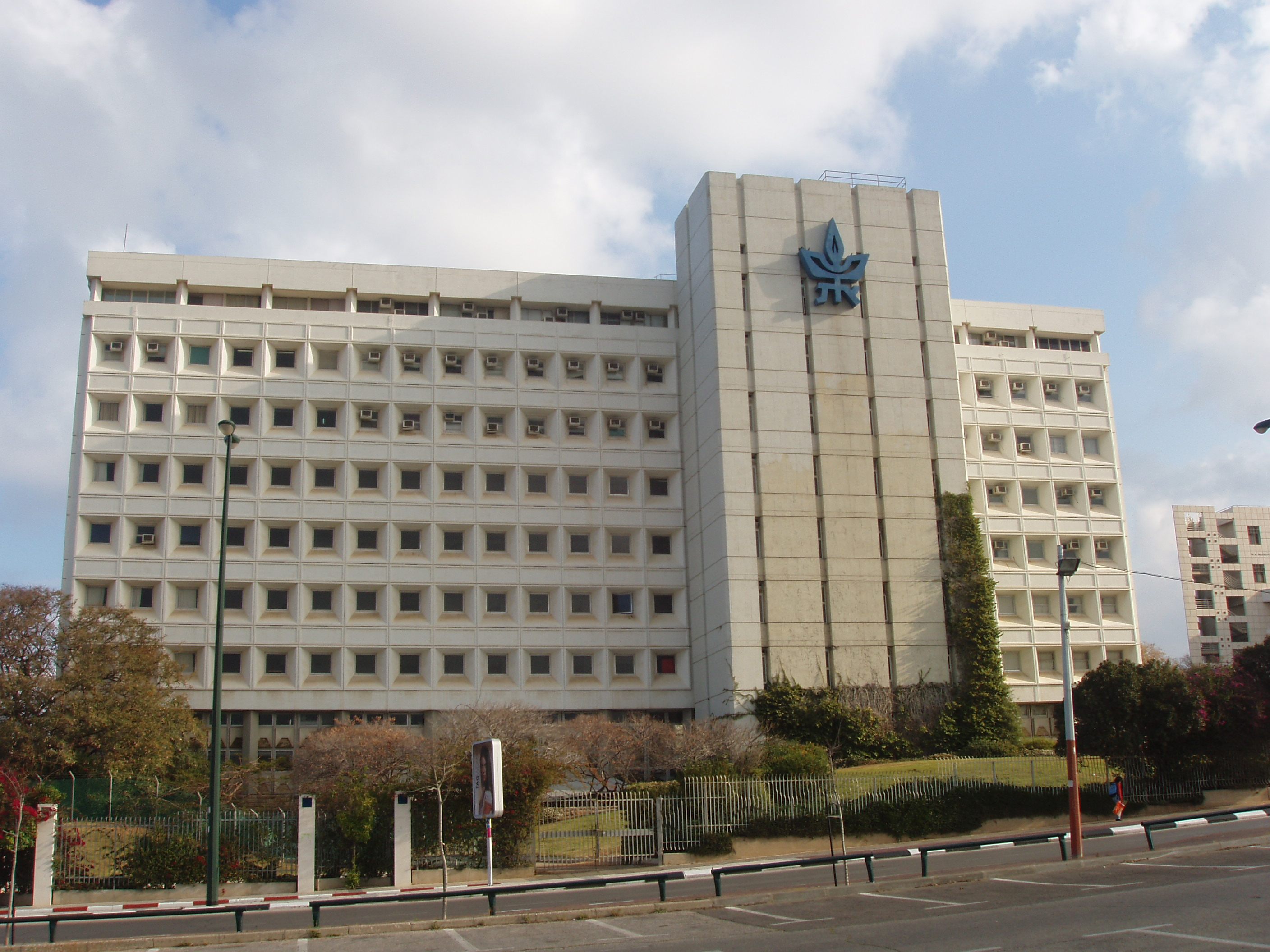
Здание общественных наук

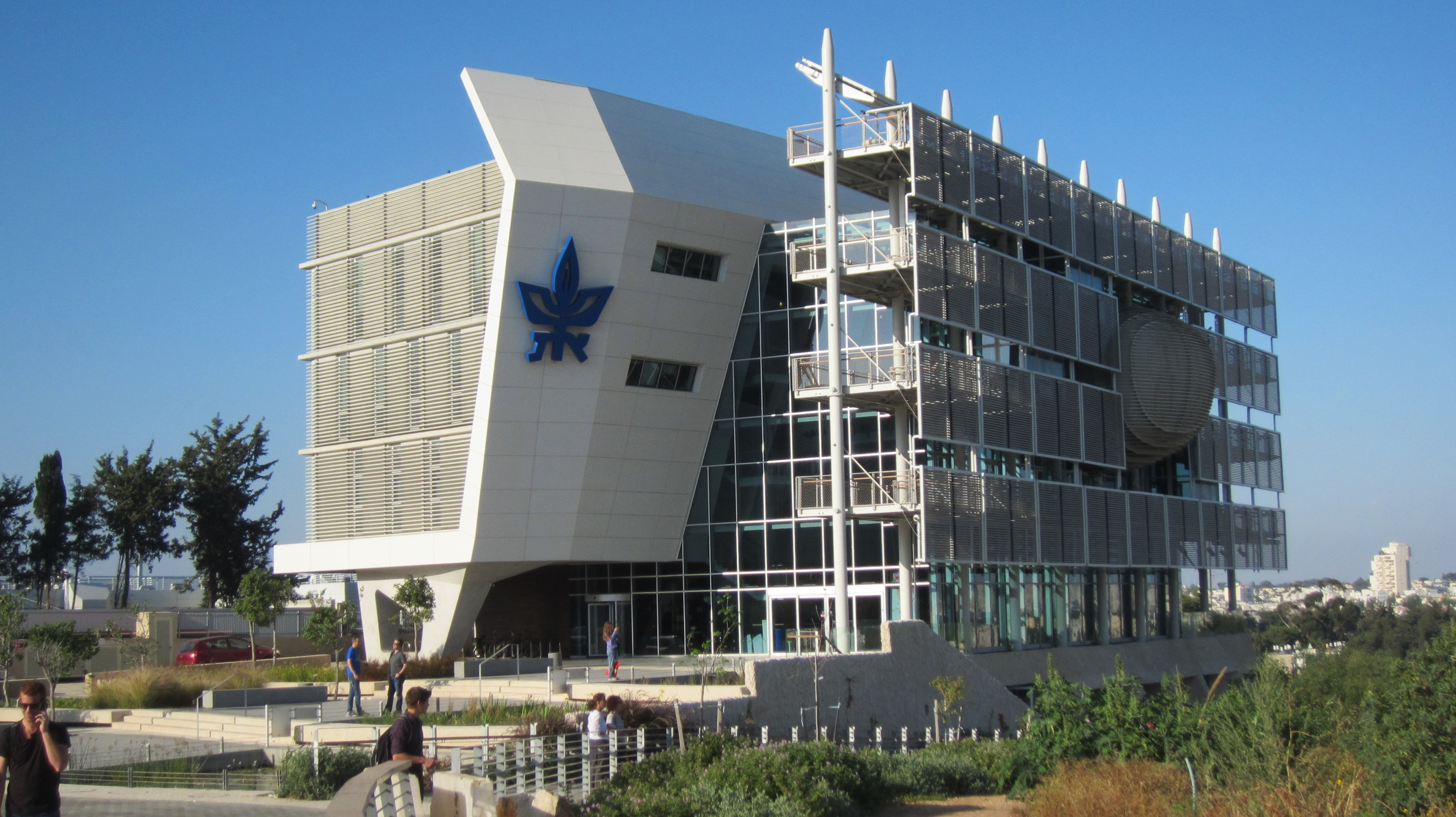
Здание экологических исследований

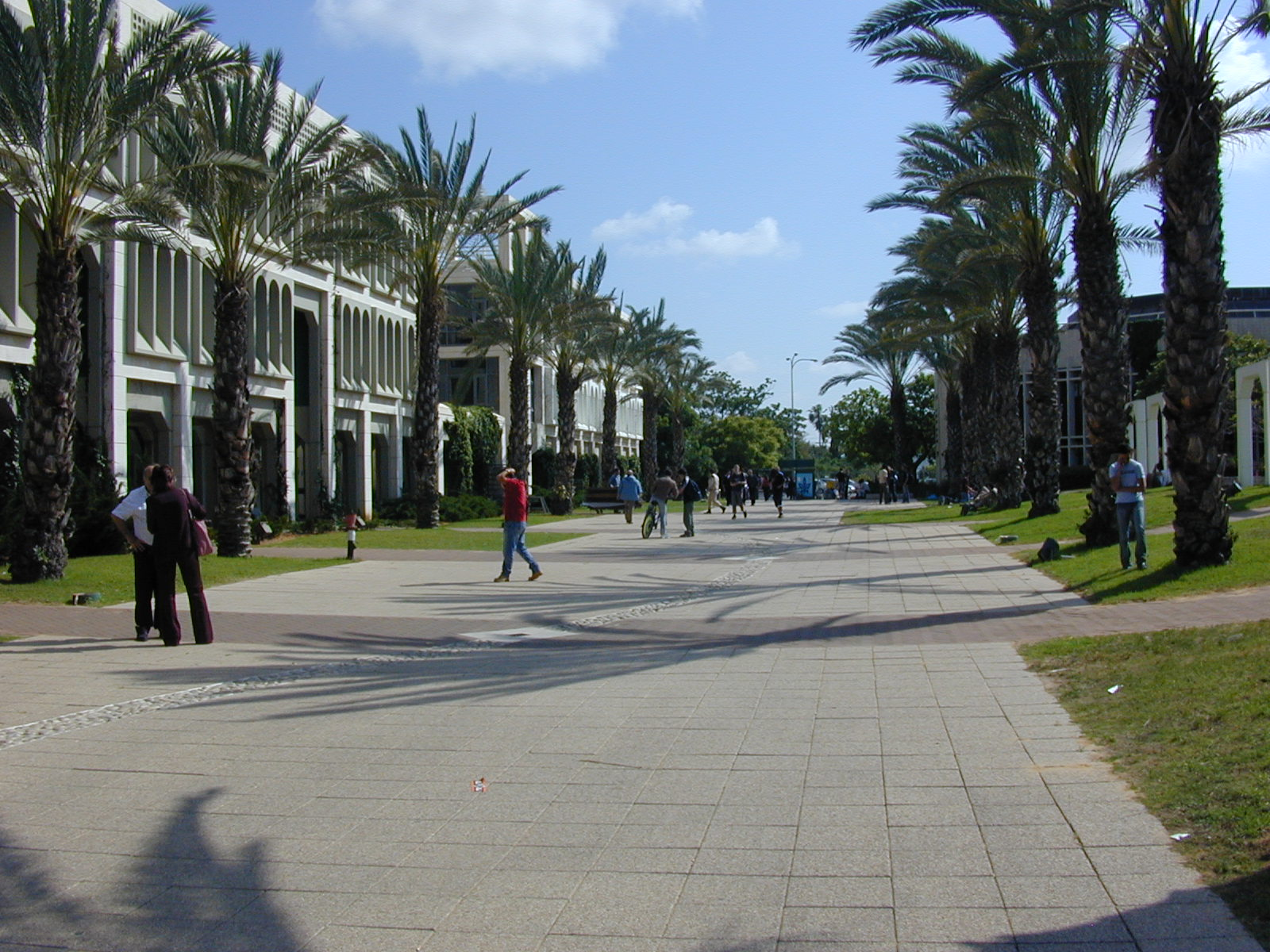
Бульвар инженерного факультета Ли

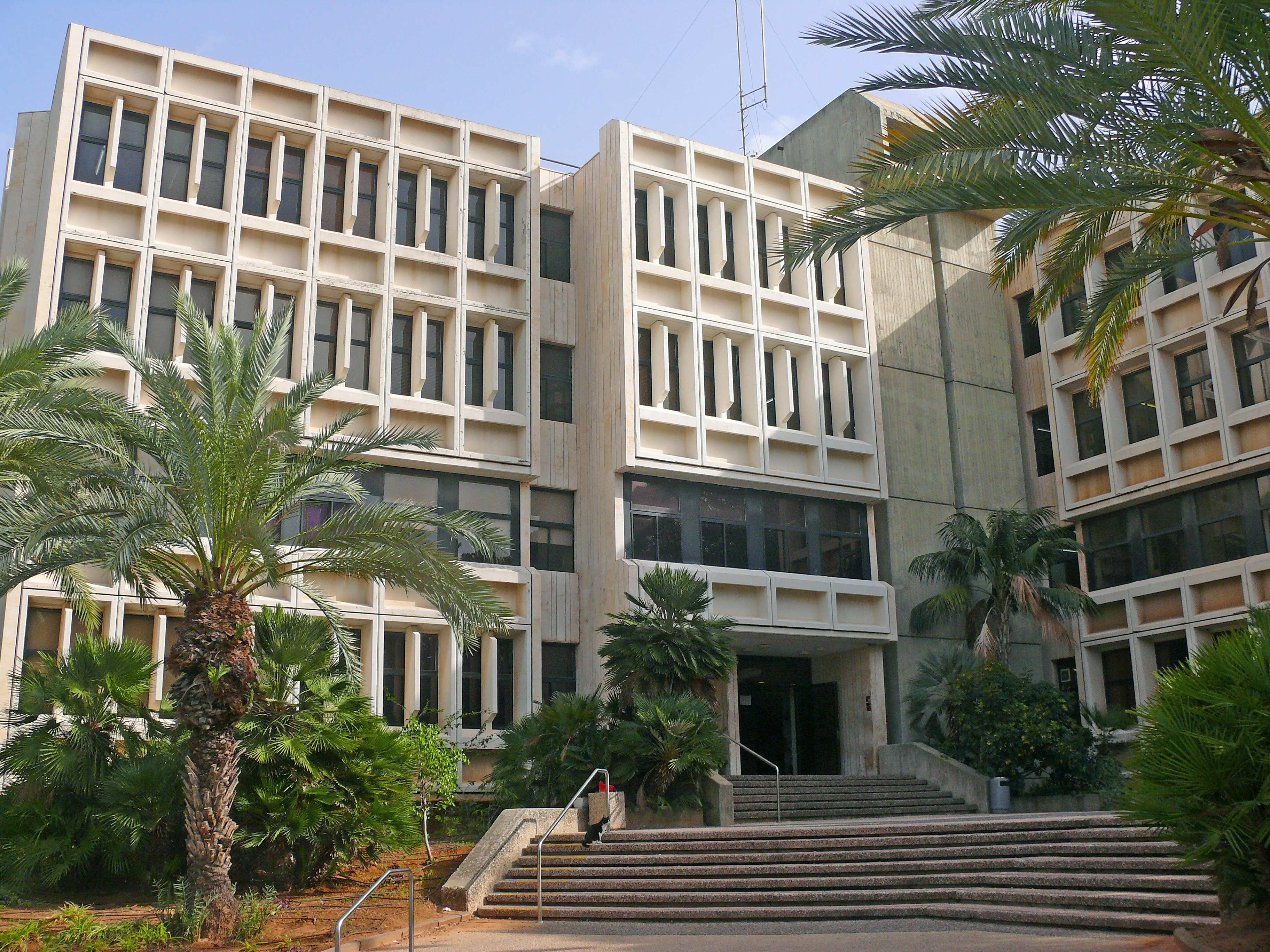
Институт математики Владимира Шрайбера

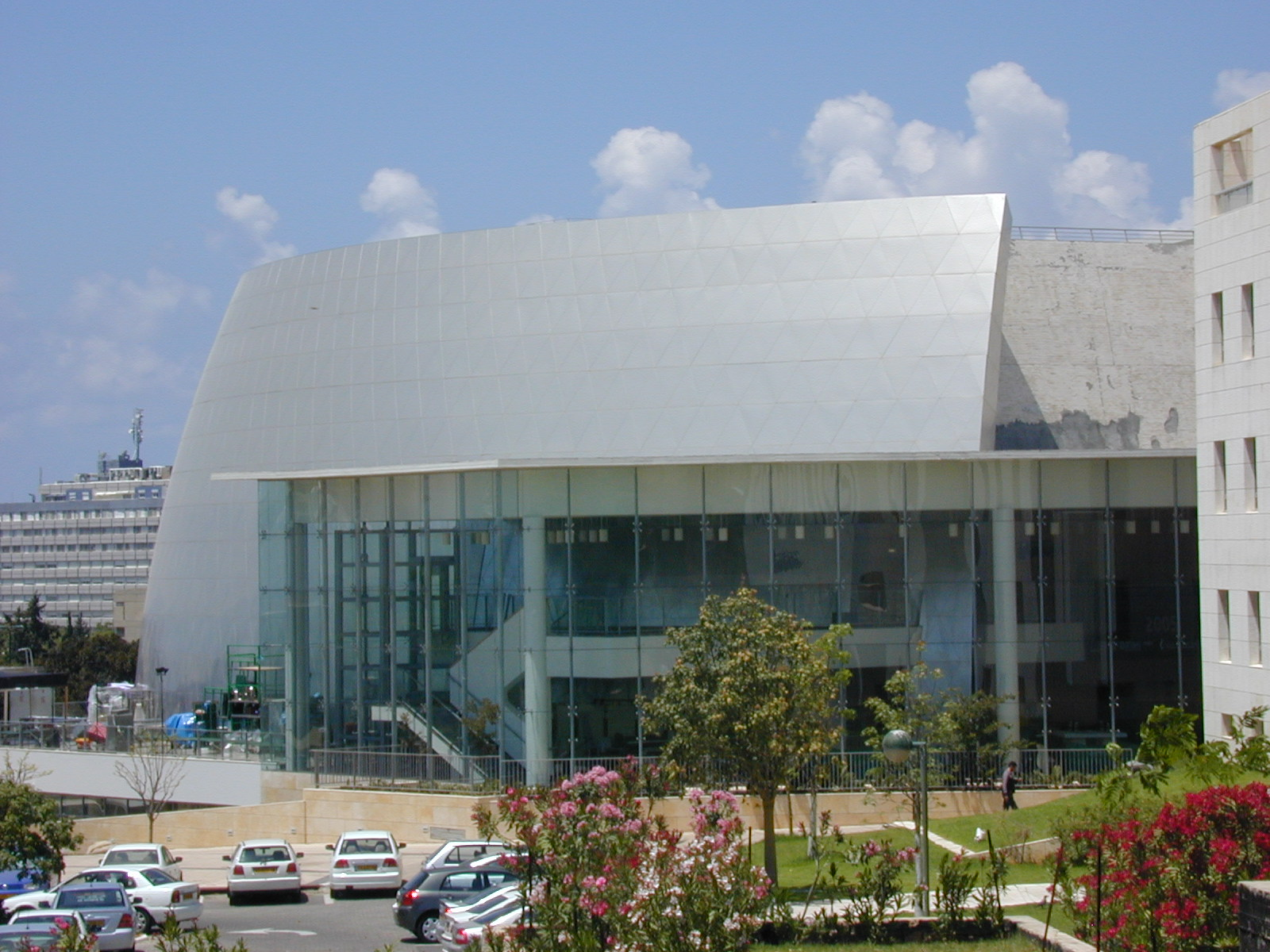
Аудиториум Смоларша

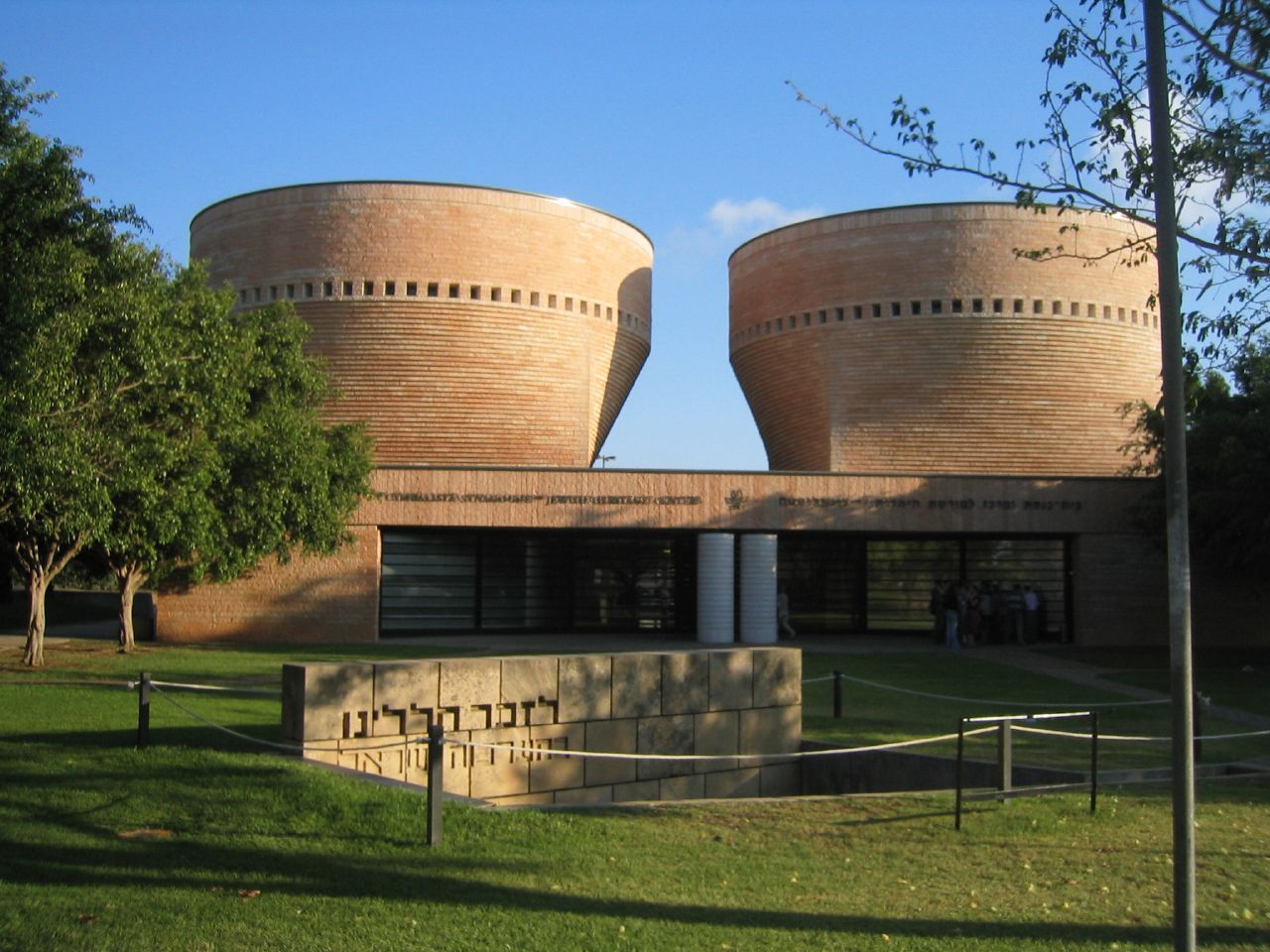
Синагога Цимбалиста и Центр еврейского наследия

Предшественниками университета были многие небольшие высшие школы и институты, существовавшие в Тель-Авиве ещё до образования государства Израиль. Особенно стоит отметить основанную в 1935 году «Высшую школу юриспруденции и экономики», у истоков которой были Палтиель Дикштейн, Шмуэль Эйзенштадт, Макс Лазерсон и Беньямин Зив.

## Факультеты
Университет состоит из 9 факультетов,  27 школ, 98 кафедр и около 130 научно-исследовательских институтов и центров. Институты и центры поддерживают исследования в определенной области. 
- Факультет искусства имени Давида и Йоланды Кац
- Факультет инженерных наук имени Флейшмана
- Факультет точных наук имени Саклера
- Факультет гуманитарных наук имени Энтина
- Юридический факультет имени Бухмана
- Биологический факультет имени Вайза
- Факультет менеджмента имени Реканати
- Медицинский факультет имени Саклера
- Факультет социальных наук имени Гершона Гордона

## Публикации
«Тель-Авив», рецензируемый международный журнал археологии Леванта, истории и культуры ближневосточных цивилизаций с акцентом на библейский и протоисторический периоды, а также на классический и доисторический периоды.